# Mořena

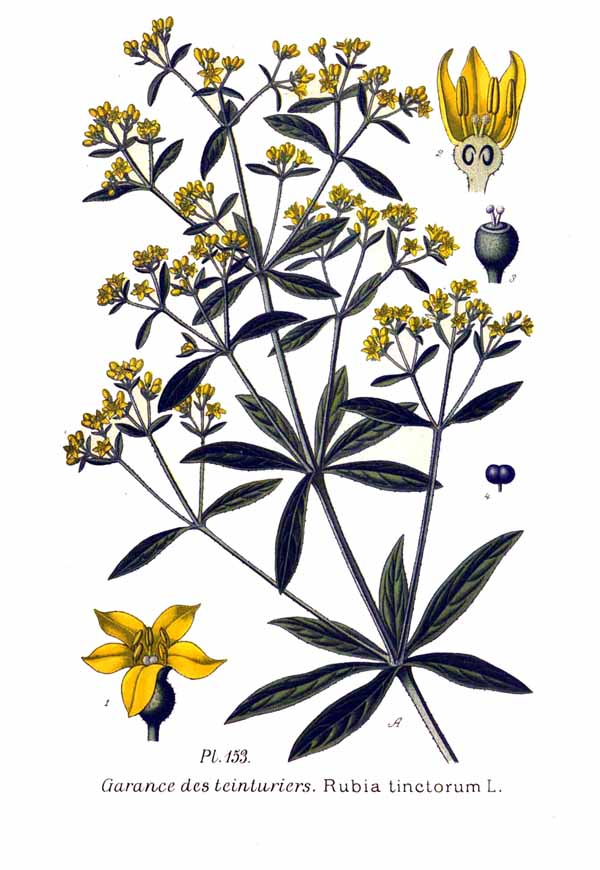
Zobrazení větvičky mořeny

Mořena (Rubia) je monofyletický rod tvořený asi 60 druhy vytrvalých rostlin, které jsou rozšířené hlavně v teplejších oblastech mírného pásma Asie, Ameriky, Afriky a okolo Středozemního moře, nejvíce druhů roste v Číně. V české přírodě se ojediněle vyskytuje jediný druh, mořena barvířská, rostlina z jejíhož kořene se ještě v prvé polovině 19. století vyrábělo kvalitní červené barvivo alizarin.

## Popis
Jsou to vytrvalé rostliny a mohu to být statné nebo plazivé byliny, polokeře, keře i pnoucí se liány, někdy ostnaté či podélně žebrovaté. Jsou porostlé listy jednoduchými, celokrajnými, vstřícnými nebo vyrůstajícími ve čtyř až desetičetných nepravých přeslenech, tvar a velikost listů se často liší v závislosti na prostředí a podmínkách. Mnohé druhy mají kořeny, oddenky nebo i lodyhy obsahující barvící nebo na lidské zdraví příznivě působící látky.
Oboupohlavné, stopkaté nebo přisedlé květy rostou v terminálních neb úžlabních vrcholících či latách. Jsou drobné, nejčastěji pětičetné, červené, purpurové, žluté, zelenavé nebo bělavé, hvězdovité nebo kolovité a obvykle s krátkou korunní trubkou. Kalich je zakrslý a tvoří jen krátký lem. Tyčinek s krátkými nitkami je obvykle pět, spodní kulovitý semeník má dvě pouzdra obsahující po jednom vajíčku a kyjovitá blizna je laločná. Plody jsou dužnaté, nejčastěji kulovité, černé, červené či fialové dvoupeckovičky se dvěma elipsoidními semeny.

## Význam
V minulosti byly některé druhy, např. mořena barvířská, mořena cizí nebo mořena srdčitolistá, hodně šířeny a z jejích kořenů nebo lodyh bylo získáváno jedno z nejkvalitnějších rostlinných barviv. V současnosti je v průmyslu nahrazeno mnohem levnějšími barvivem anilinovým a pouze místně se využívá při barvení tradičních textilií nebo pro výrobu malířských barev.
Oddenky i lodyhy také často obsahují mimo barviv i množství specifických látek, které mohou sloužit i léčení lidských neduhů. Mimo tradičního používání pro odstraňování urologických obtíží se prověřují i další terapeutické účinky rubiaglykosidů a ostatních obsažených látek na lidské zdraví. Zkoumají se hlavně druhy Rubia oncotricha, Rubia schumanniana a Rubia yunnanensis.

## Taxonomie
Mezi nejrozšířenější a nejznámější druhy patří:
- mořena barvířská (Rubia tinctorum L.)
- mořena cizí (Rubia peregrina L.)
- mořena srdčitolistá (Rubia cordifolia L.)
- mořena tatarská (Rubia tatarica (Trevir.) F. Schmidt)
- mořena úzkolistá (Rubia tenuifolia d'Urv.).[6]

## Galerie

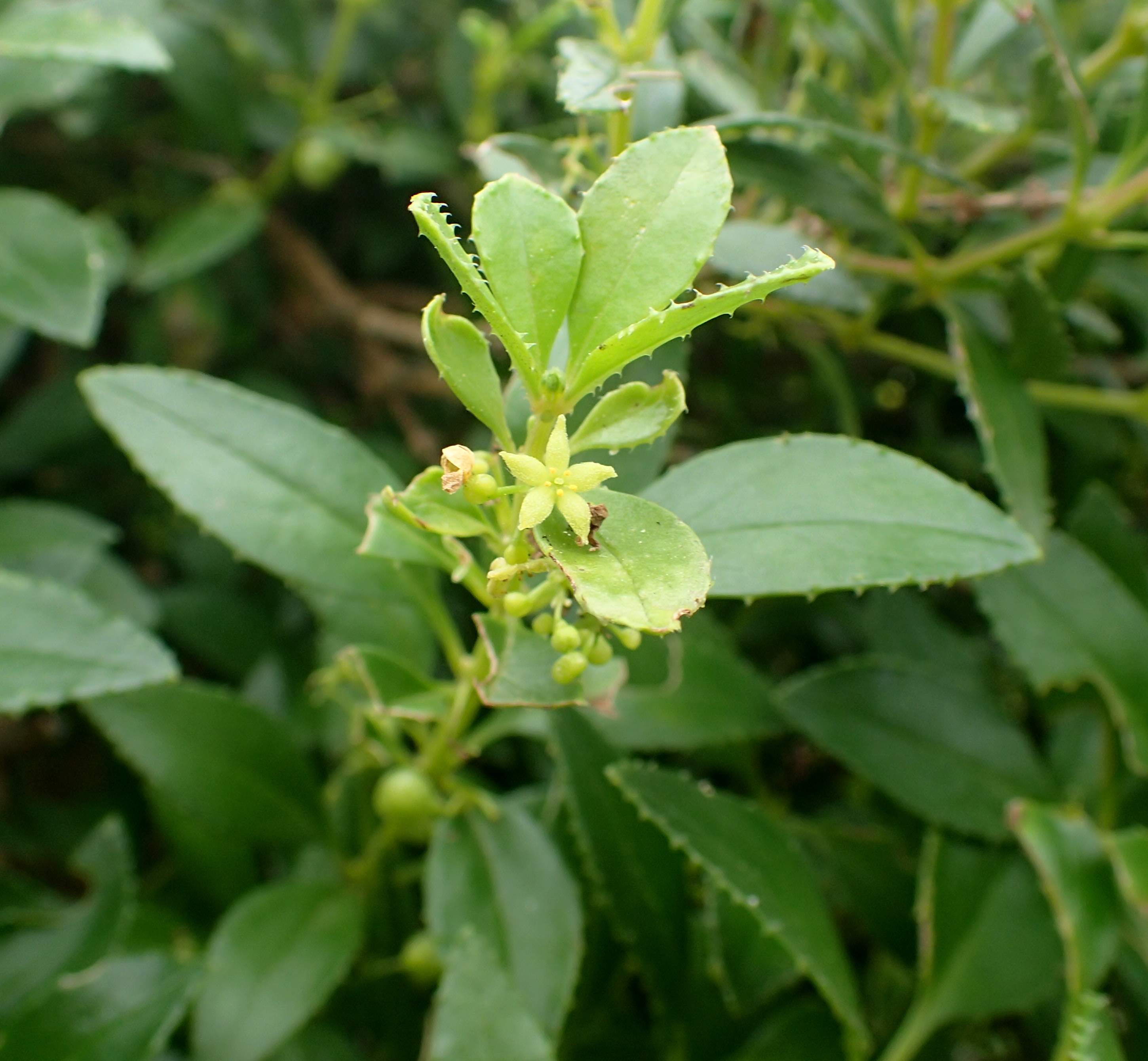
Rubia fruticosa
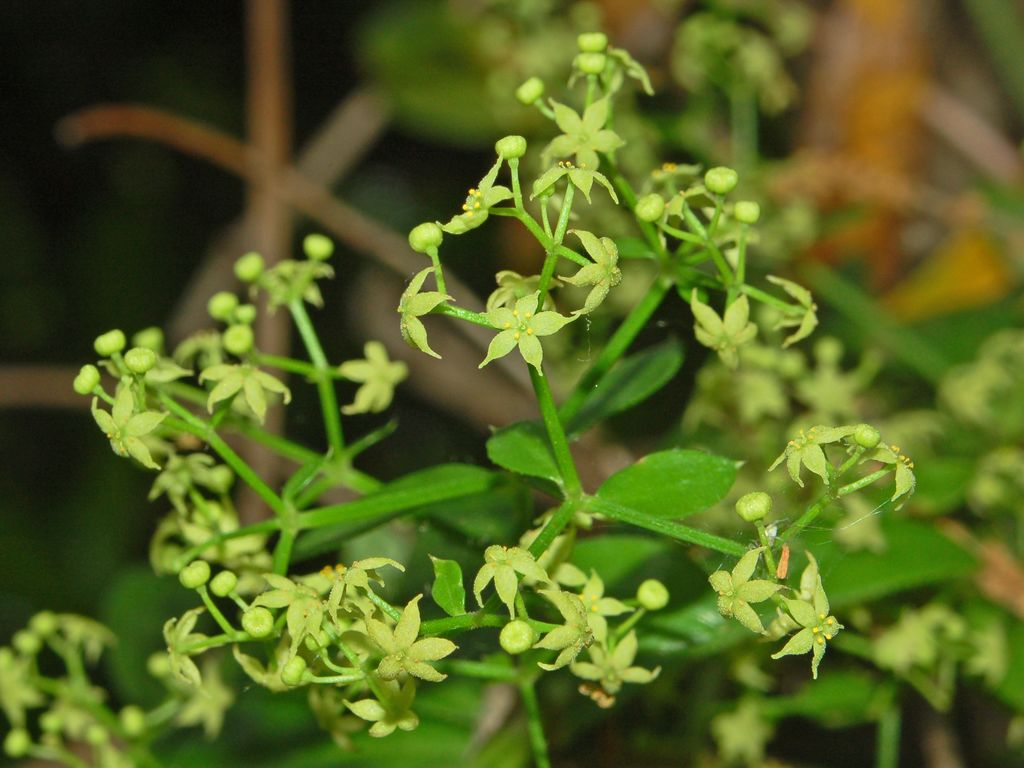
Rubia peregrina
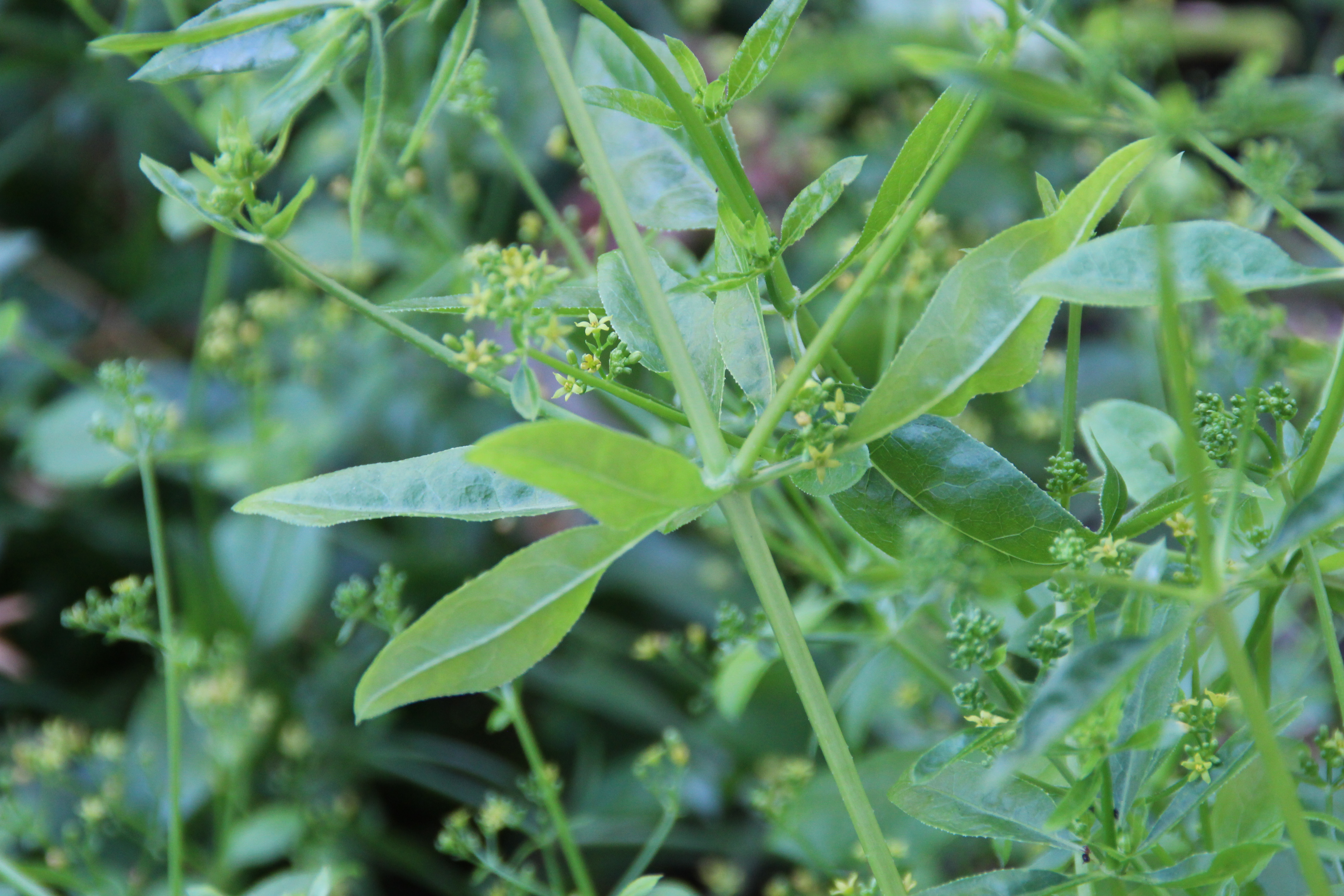
Rubia tinctorum
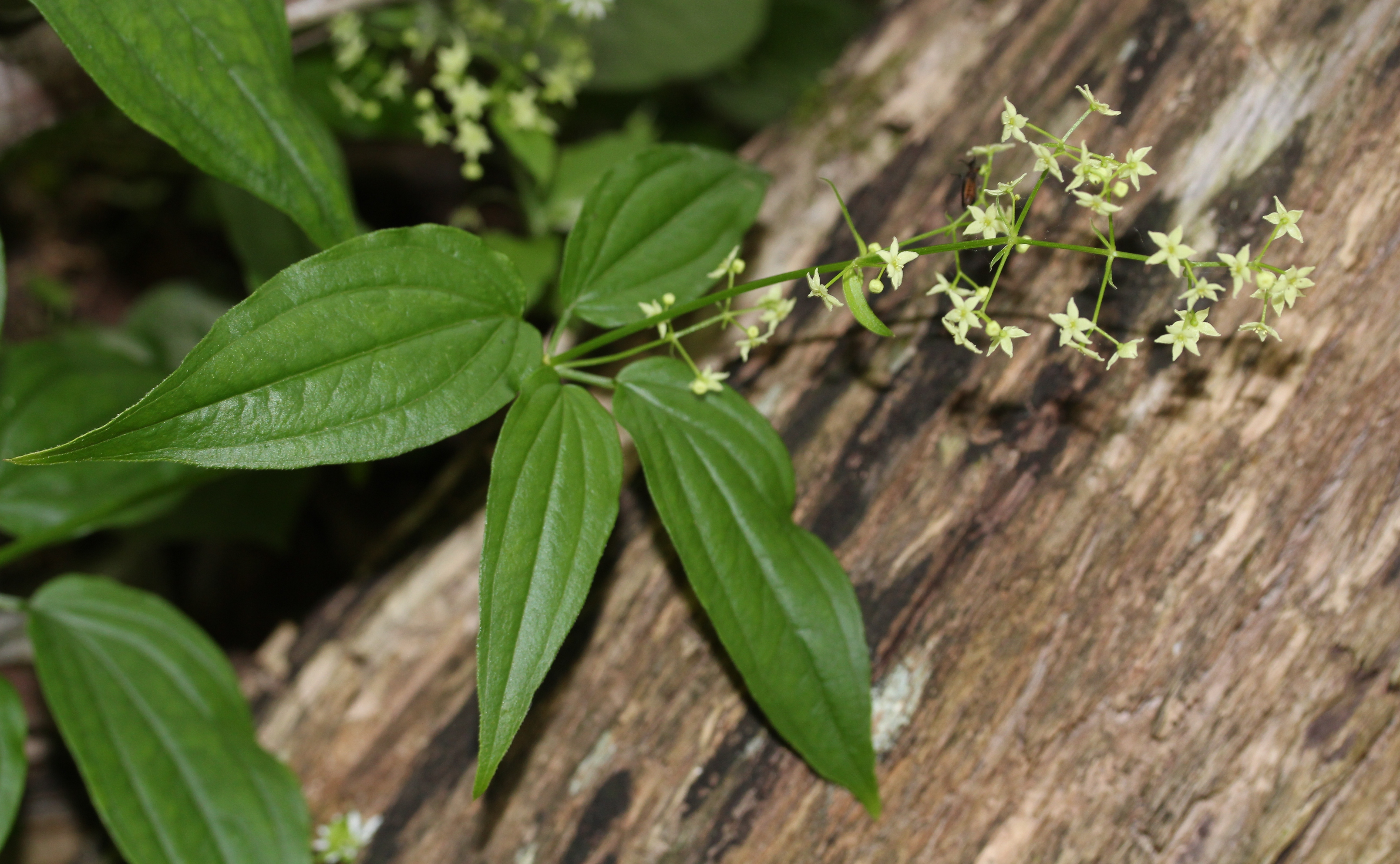
Rubia chinensis